# Tontitown (Arkansas)
Tontitown es una ciudad ubicada en el condado de Washington en el estado estadounidense de Arkansas. En el Censo de 2010 tenía una población de 2460 habitantes y una densidad poblacional de 52,04 personas por km².

## Geografía
Tontitown se encuentra ubicada en las coordenadas 36°10′6″N 94°14′31″O / 36.16833, -94.24194. Según la Oficina del Censo de los Estados Unidos, Tontitown tiene una superficie total de 47.28 km², de la cual 46.91 km² corresponden a tierra firme y (0.77%) 0.37 km² es agua.

## Demografía
Según el censo de 2010, había 2460 personas residiendo en Tontitown. La densidad de población era de 52,04 hab./km². De los 2460 habitantes, Tontitown estaba compuesto por el 92.89% blancos, el 0.33% eran afroamericanos, el 0.53% eran amerindios, el 0.57% eran asiáticos, el 0.04% eran isleños del Pacífico, el 3.21% eran de otras razas y el 2.44% pertenecían a dos o más razas. Del total de la población el 5.69% eran hispanos o latinos de cualquier raza.